# Крил
Крилът (Euphausiacea) е разред скаридоподобен зоопланктон образуващ големи ята. Думата „крил“ е норвежка и в по-широк смисъл означава „храна за китове“. Неговата биомаса се определя на 100 – 800 млн. тона.
Най-добре познатият вид е антарктическият крил (Euphausia superba).

## Антарктически крил
Антарктическият крил (Euphausia superba Dana) е от изключителна важност за екосистемата на Антарктида и е основната прехрана на китовете, калмарите, албатросите и тюлените.
Крилът е широко разпространен в Южния океан, и ключов вид в Антарктическата хранителна верига. Изследванията на експедициите на кораба "Дискавъри" в ранните години на 20-и век, както и изследвания по-късно с мрежи и ехозвук, сочат че крилът типично живее в първите 150 m от повърхността.
През лято 2006/07, дълбоководният робот Айсис засне за първи път значително количество Антарктически крил в абисалните дълбини на Южния океан (3000 – 3500 m), включително и женски бременни индивиди.
Крил е сборно название за дребни ракообразни. Тези безгръбначни са типични за студените води край Антарктида, но се срещат не само там. Дребните планктонови ракообразни достигат дължина от 7 до 96 mm. По своята обща биомаса цялото количество крил в северните полярни води не може да се сравни с колосаното му изобилие около Антарктида. Рибите, океанските птици, тюлените и китовете се изхранват главно с него. С наближаването на лятото, когато започва бурното развитие на планктона, всички беззъби китове от Южното полукълбо мигрират към антарктическите води. Само за един сезон китовете изяждат 38 милиона тона крил. Водна площ от една квадратна миля (2,59 km²) може да изхрани 50 кита.

## Класификация
- Euphausiidae
  - Euphausia Dana, 1852 - Антарктически крил
  - Meganyctiphanes Holt and W. M. Tattersall, 1905
  - Nematobrachion Calman, 1905
  - Nematoscelis G. O. Sars, 1883
  - Nyctiphanes G. O. Sars, 1883
  - Pseudeuphausia Hansen, 1910
  - Stylocheiron G. O. Sars, 1883
  - Tessarabrachion Hansen, 1911
  - Thysanoessa Brandt, 1851
  - Thysanopoda Latreille, 1831
- Bentheuphausiidae
  - Bentheuphausia amblyops G. O. Sars, 1883